# بروس متزجر
بروس متزجر (باللاتينية Bruce Metzger) (9 فبراير 1914 ، مدلتاون ، بنسلفانيا -- 13 فبراير 2007، برنستون، نيوجيرسي) أستاذ فخري في مدرسة برنستون اللاهوتية ومحرر للكتاب المقدس في هيئة جمعية الكتاب المقدس الأمريكية. وكان من علماء اللغة اليونانية والعهد الجديد والعهد القديم، وكتب عن هذه المواضيع بغزارة، وغالبا ما يستخدم النقد الأعلى الذي يحاول تفسير أصل الكتاب المقدس التاريخي والأدبي. أشرف على مراجعة ترجمة النسخة المعيارية المحسنة (RSV) لينتج -بالإضافة إلى مجموعة من العلماء- ما يعرف باسم النسخة المعيارية المحسنة الجديدة.
درس العديد من علماء المسيحية، والكتاب المقدس المشهورين خلال سنيه الست والأربعين في المجال الأكاديمي، ومنهم على سبيل المثال: بارت إيرمان.